# Front national des musiciens
 (juillet 2017).
Connu sous plusieurs appellations, dont Comité de Front national des musiciens, le Front national des musiciens est une organisation de la résistance créée à l’instigation du Parti communiste français, en mai 1941, et animée par Elsa Barraine et Roger Désormière. 

## Origine
Elsa Barraine, Roger Désormière et Louis Durey (ces derniers militants communistes) se rencontrèrent à l’automne 1940. Le groupe, animé par Elsa Barraine, publia un manifeste en septembre 1941 dans la revue clandestine créée par Jacques Decour, L'Université libre (« Nous refusons de trahir », déclaraient les musiciens). Le groupe publia à partir d’avril 1942 sa propre revue clandestine, Musiciens d'aujourd'hui (incorporée à partir de mars 1944 dans Les Lettres françaises) puis, à partir de septembre 1943, une seconde revue, Le Musicien Patriote. Barraine, Auric, Désormière et d'autres tentaient par ce moyen de contrer la propagande allemande ou vichyste (notamment dans Comœdia ou sur Radio-Paris), dénonçaient les collaborateurs, encourageaient les musiciens à la résistance, exaltaient les succès remportés ici ou là, tels que les concerts (plus ou moins confidentiels) programmant des œuvres de compositeurs interdits. Ils faisaient également connaître les dernières actions des FTP.

## Membres et proches
Le groupe compta au maximum une trentaine de membres, dont : Francis Poulenc, Georges Auric, Arthur Honegger (son attitude paraissant ambiguë, il fut radié en 1943), Irène Joachim, Roland-Manuel, Claude Delvincourt (entouré de l’organiste Marie-Louise Boëllmann, Henri Dutilleux et de Jacques Chailley, il crée l’Orchestre des Cadets du Conservatoire pour sauver les jeunes musiciens du STO), Manuel Rosenthal, Charles Munch et Paul Paray. 
Liées à plusieurs des membres du FNM, Lily Pastré et Marguerite Fournier offrirent l'hospitalité à de nombreux musiciens en détresse.

## Actions
La résistance des musiciens prit de nombreuses formes : Désormière aida les musiciens dans l'adversité, par exemple en publiant sous son propre nom les partitions de Jean Wiéner pour des films de Louis Daquin, Paul Grimault, Robert Vernay. Il veilla à maintenir les compositeurs français dans les programmes de ses concerts et enregistrements. Cela était susceptible d'avoir d'autant plus d'importance que "[j]amais on ne vit plus grande affluence dans les salles de concerts parisiennes que depuis le début des événements qui, normalement, auraient dû à-demi paralyser l'activité musicale."
Une autre forme de résistance consista à donner des concerts comportant des œuvres interdites, dans le cadre des Concerts de la Pléiade lancés par Gaston Gallimard à partir de 1943, par exemple. Il put s'agir aussi de louer le patrimoine musical français, en prenant la défense de Debussy comme représentant de l'école française, alors que d'autres auraient voulu en faire un wagnérien. 
Tandis que certains compositeurs cessaient de composer (Durey, et dans une moindre mesure Auric), d'autres pratiquèrent la contrebande musicale : il s’agissait de jouer devant les Allemands des fragments d’airs patriotiques insérés dans d’autres œuvres. Poulenc inséra un passage de Vous n'aurez pas l'Alsace et la Lorraine dans la partition des Animaux modèles "créée à l'Opéra de Paris le 8 août 1942 devant un parterre d'officiers allemands, dans une chorégraphie de Serge Lifar" (Le Bail, p. 178) ; Auric cita quelques notes de la Marseillaise à la fin de La Rose et le Réséda. Dans le même ordre d'idées, un instrumentiste de l’Opéra Garnier fit entendre quelques notes de la Marseillaise lors d’une représentation de Carmen.
Dans l'esprit des membres du FNM, mettre des poèmes en musique permettait à la fois de souligner la richesse de la littérature française, de faire connaître des textes d'auteurs interdits et pour certains publiés clandestinement (Aragon, Éluard, Vercors, Jean Cassou, Charles Vildrac, Supervielle) et d'aborder des thèmes provocateurs ou subversifs : Poulenc chanta la paix en 1938, à la suite de la crise de Munich, dans Priez pour paix (poème de Charles d'Orléans) ; Jean Françaix glissa un éloge de la paix dans la deuxième partie de sa Cantate pour le tricentenaire de Maximilien de Béthune Duc de Sully (1941) ; Paul Arma chanta la liberté en mettant en musique Fuero de Vercors (1944, dans l'un des Chants du Silence), et Dutilleux fit de même avec La Geôle de Cassou, ainsi que Poulenc avec Liberté d'Éluard (Figure humaine, 1943).
Certaines œuvres furent de véritables appels à la résistance : Barraine composa en mai 1944 sur Avis qu'Éluard avait dédié à la mémoire d'un résistant, Georges Dudach, fusillé au Mont-Valérien le 23 mai 1942 par les Allemands". Dans ce poème, Eluard évoque les millions de camarades prêts à se lever pour le venger. L'œuvre ne put être exécutée qu'à la fin de la guerre.
À la jeunesse, d'Arma (Les Chants du silence, créé après la guerre), reprend un texte de Romain Rolland encourageant les jeunes à se battre et à réussir là où leurs aînés ont échoué. 
Dans La Rose et le réséda mis en musique par Auric en 1943, Aragon appelle les Français à transcender les clivages pour résister à l'ennemi commun. 
Le même Auric (Quatre chants de la France malheureuse) reprit Le petit bois de Jules Supervielle (Poèmes de la France Malheureuse, 1939-41) dans laquelle ledit bois refuse de disparaître : « Mon Dieu comme il est difficile / D’être un petit bois disparu / Lorsqu’on avait tant de racines / Comment faire pour n’être plus. »
Le même genre d'allusion stimulante figure dans Prière du Prophète Jérémie (Deux prières pour les temps malheureux, musique de Manuel Rosenthal, 1942) :"Notre héritage a passé à des étrangers, nos maisons à des gens du dehors." Le texte est bien tiré du Livre des Lamentations de Jérémie, prophète biblique.
Deux poèmes de  Maurice Fombeure mis en musique par Poulenc (Chansons villageoises, 1942) contiennent aussi des allusions : une menace adressée aux ennemis à la fin du poème Le Mendiant (« Tremblez, ah maudite race / Qui n'avez point de pitié ») et une référence à la croix de Lorraine dans Chanson du clair tamis. K. Le Bail (p. 178) ) cite Musiciens d'Aujourd'hui (n°3, avril 1942) qui évoque le pouvoir galvanisant d'une référence à la grandeur de la France : "Le fait de jouer comme supplément à un programme un morceau dont le contenu glorifie la France peut galvaniser..." et donne en exemple Pierre Bernac qui chanta "en bis de son récital à la salle Gaveau la mélodie "C" de Poulenc sur le poème d'Aragon. 
Le compositeur Honegger offre un cas particulier puisqu'il fut soupçonné de collaboration (sans éléments concrets démontrant cela). Il reste qu'il composa la musique des films Secrets (1942) et Un seul amour (1943) réalisés par un résistant, Pierre Blanchar, (membre du Comité de Salut Public du Cinéma Français formé en 1943, devenu ensuite le Comité de libération du cinéma, qu'il préside à partir du 19 septembre 1944). On pourra également penser à sa deuxième symphonie (terminée en 1941), marquée par le drame de l'occupation, dont le finale annonce toutefois une lueur d'espoir.
K. Le Bail mentionne encore le choix de Charles Munch de mettre au programme Le Bardit des Francs d'Albert Roussel dont le dernier vers est : " Nous sourirons quand il faudra mourir !", en novembre 1942 ; Hymne à la justice d'Albéric Magnard , qui tenta de résister aux Allemands en 1914 et fut tué (17 octobre 1943); l'Ouverture de fête de Jacques Ibert (plus ou moins interdit par Vichy), en création (janvier 1942 - il faut noter qu'Honegger en fit une critique enthousiaste dans Comoedia) ; ne pouvant jouer Le Songe d'une nuit d'été, il le remplaça par Patrie, ouverture symphonique, de Bizet (Le Bail, p. 178).
Stéphane Guégan souligne dans Les arts sous l'Occupation que « Plonger dans la culture, c'est une forme de résistance qui aura contribué finalement à la libération des esprits et du pays. ».

## Autres œuvres
Parmi les œuvres qui n'ont pas été citées plus haut figurent : 
- d'Auric, Six poèmes de Paul Éluard (1940-41), et Quatre Chants de la France malheureuse (1943, textes de Supervielle, Éluard et Aragon).

- de Poulenc, la cantate Figure humaine (1943, publiée clandestinement), comprenant huit poèmes d'Éluard ; Un soir de neige (1944, texte d'Éluard) et deux œuvres sur des poèmes d'Aragon, C et Fêtes galantes (1943).

- d'Henri Dutilleux, La Geôle. Dutilleux rejoignit le Front national des Musiciens en 1942 : c'est ainsi qu'il put découvrir les Trente-trois sonnets composés au secret, de Jean Cassou: La Geôle fut créée le 9 novembre 1944 par Gérard Souzay avec Manuel Rosenthal à la tête de l'Orchestre national de France. On rappellera aussi que Dutilleux refusa de jouer pour Radio-Paris.

- d'Arma, Chants du Silence, onze mélodies composées de 1942 à 1945 par lesquelles : Depuis toujours (Cassou), Confiance (Éluard), Chant du désespéré (Vildrac).

- d'Henri Sauguet, Force et faiblesse (1943, poèmes de Paul Éluard); Bêtes et méchants (1944, poème de Paul Éluard); Chant funèbre pour nouveaux héros (1944, poème de Pierre Seghers)

- de Claude Arrieu, Cantate des sept poèmes d'amour en guerre[8] sur des poèmes de Paul Éluard (Karine Le Bail, p. 178)

## Les «Concerts de la Pléiade»
Ces concerts furent lancés à partir de 1943 par Gaston Gallimard,  sur une idée de Denise Tual qui les organisa avec le concours d'André Schaeffner. Cette entreprise fut longtemps décrite comme un acte de résistance artistique. 
Les cinq premiers concerts, donnés à la Galerie Charpentier, furent privés. Le premier eut lieu le 8 février 1943. Le premier spectacle public eut lieu à la salle Gaveau (répétition générale le 20 juin 1943, réservée aux Jeunesses musicales de France, puis concert le 21 juin). Plus tard, les concerts eurent lieu à la  Salle du Conservatoire. Les concerts se poursuivirent jusqu'en 1947.
Les programmes comportèrent essentiellement des œuvres françaises, certaines anciennes, d'autres récentes voire inédites.
En Belgique, Paul Collaer organisa les concerts de la « Société privée de musique de chambre » entre 1942 et 1944.

## D'autres musiciens résistants
À l’opéra Garnier, d'autres groupes de résistants se constituèrent : celui des musiciens, et celui des machinistes autour de Jean Rieussec et Eugène Germain, issus de la CGT (interdite). Ce dernier groupe fut très actif, multipliant la diffusion de tracts, l’aide aux juifs, aux réfractaires au STO, aux familles de prisonniers (à l’épouse de Jean Hugues, membre de ce groupe arrêté le 28 avril 1942, déporté vers Auschwitz le 6 juillet 1942, et mort à Birkenau le 16 janvier 1943), enregistrement de chansons appelant à la lutte, participation aux combats pour la Libération de Paris.
D'autres personnes proches du milieu de la musique résistèrent dans d'autres structures. Ce fut le cas, par exemple, de Raymond Deiss, imprimeur et éditeur de musique, membre de l'Armée des Volontaires, qui lança un journal clandestin, Pantagruel, dès octobre 1940 et jusqu'à son arrestation, un an plus tard.